# Dikika

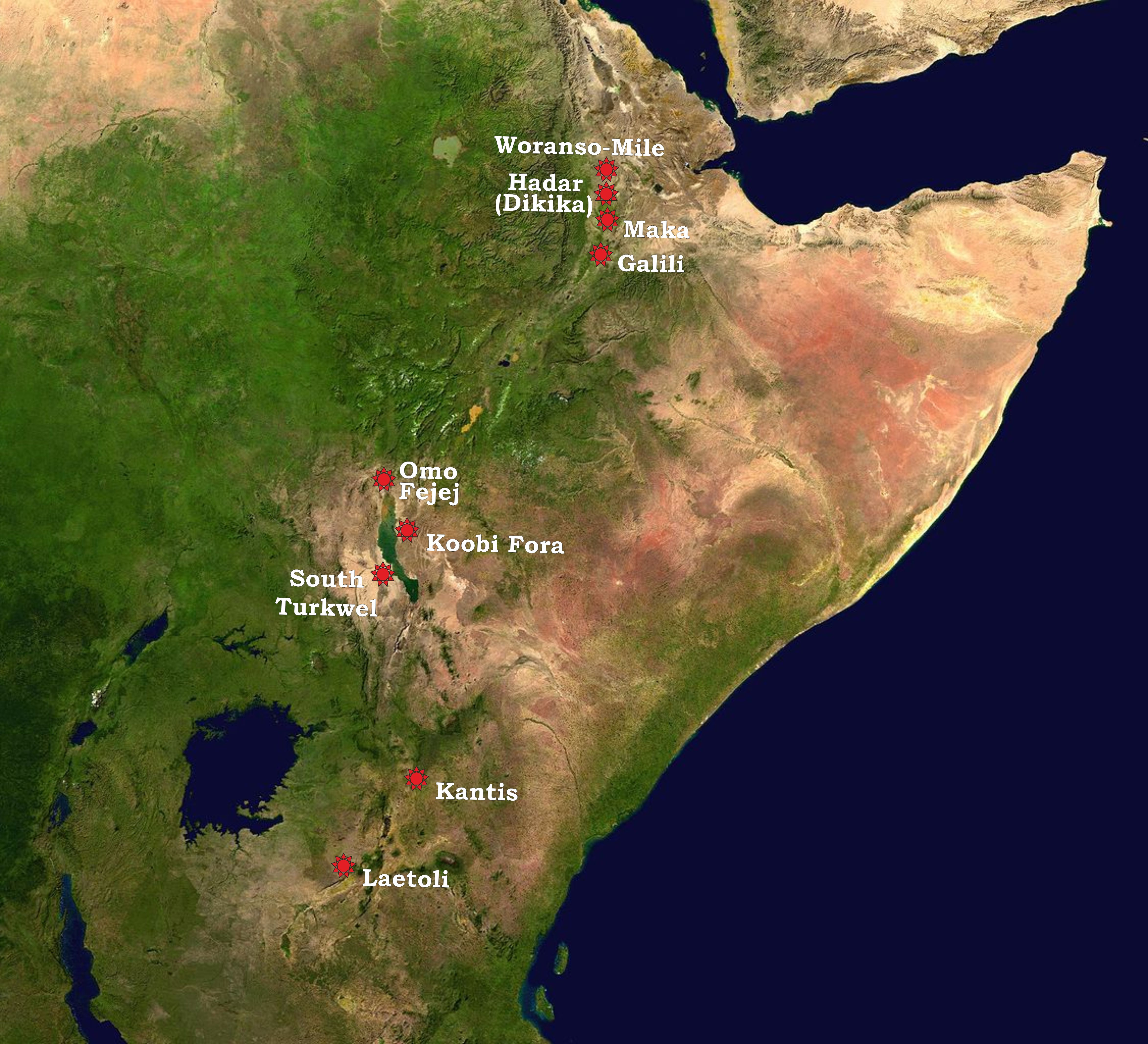
Poloha Dikiky (nahoře) na okraji Afarského trojúhelníku

Dikika je paleoantropologické naleziště ležící jižně od řeky Awaš v Afarském trojúhelníku v Etiopii. Lokalita byla pojmenována podle místního názvu kopce, který se nachází uprostřed tohoto naleziště. Jako naleziště fosilií se Dikika stala známou v roce 1972 na základě pozorování amerického geologa Jona Kalba a jeho Mezinárodní afarské výzkumné expedice. Celosvětovou pozornost si však získala až poté, co zde Zeresenay Alemseged v roce 2000 v rámci svého výzkumného projektu Dikika, který započal roku 1999, objevil velmi dobře zachovalou kostru hominina. Tato fosilie s vědeckým označením DIK-1/1 je považována za nejkompletnější exemplář druhu Australopithecus afarensis. Tato kostra je známá i pod jménem Selam. Toto slovo znamená v amharštině mír.
V blízkosti Dikiky leží naleziště Hadar. To se nachází o něco severněji a byla zde nalezena řada dalších fosilií patřících homininům. Mezi nimi byla i známá kostra Lucy (samice druhu Australopithecus afarensis) a Ardi (samice druhu Ardipithecus ramidus). V této oblasti byly také objeveny nejstarší známé kamenné nástroje, jejichž stáří je přibližně 2,6 až 2,5 milionu let. Afarská pánev (neboli Afarský trojúhelník) je považována za jednu z kolébek lidstva.
V létě roku 2010 mezinárodní tým výzkumníků vedený Alemsegedem z Kalifornské akademie věd v San Franciscu a Shannon McPherronovou z Max-Planck-Institut für evolutionäre Anthropologie v časopisu Nature informoval o objevu 3,39 milionu let starých pravděpodobných škrábanců a řezných stop na zkamenělých zvířecích kostech, které byly interpretovány jako důkaz, že Australopithecus afarensis již seškrabával maso z žeber a kostí pocházejících z končetin. Tato interpretace oškrabávání je však považována za kontroverzní, protože oškrabávání nelze spolehlivě odlišit od stop po kousnutí krokodýlem.